# جامعة مولود معمري -تيزي وزو
تقع جامعة مولود معمري في تيزي وزو في الجزائر، وقد سميت بهذا الاسم تكريماً لمولود معمري.
عٌيّن ناصر الدين هداشي رئيساً للجامعة اعتباراً من 2012. تتضمن الجامعة 8 كليات و25 قسماً.

## تاريخ الجامعة
عام 1977، افتتح الرئيس الجزائري هواري بومدين "مركز تيزي وزو الجامعي (C.U.T.O.) بموجب المرسوم التنفيذي رقم 17-77 الصادر بتاريخ 20 حزيران (يونيو) عام 1977.

## وصلات خارجية
- Mouloud Mammeri University of Tizi-Ouzou (بالفرنسية)